# Cornelia von Teichman und Logischen
Cornelia Christiane von Teichman und Logischen (geb. Cornelia Christiane Wilcke; * 18. September 1947 in Hamburg) ist eine deutsche Politikerin (FDP).

## Leben
Teichman wurde als Tochter des Arztes Rudolf Wilcke in Hamburg geboren. Seit 1975 ist sie mit dem Rechtsanwalt Christoph von Teichman und Logischen (* 1947) verheiratet. Das Ehepaar hat zwei erwachsene Töchter.
Die promovierte Medizinerin war in Hamburg und Hongkong ärztlich tätig. Teichman ist zudem ev.-luth. Diplom-Theologin und ordinierte Pastorin. Sie arbeitet als ehrenamtliche Pastorin in St. Georg-Borgfelde und als Krankenhausseelsorgerin im Krankenhaus Hamburg-Eilbek. In der Kirchengemeinde führt die examinierte Bibliodramaleiterin kostenlose Bibliodramaabende durch.

## Politik
Seit 1969 ist von Teichman Mitglied der FDP. Von 1974 bis 1978 gehörte sie der Bezirksversammlung im Bezirk Hamburg-Nord an. Bei der Europawahl 1989 war sie die Hamburger FDP-Spitzenkandidatin. Ihr Listenplatz neun auf der FDP-Bundesliste reichte aber nicht zum Einzug in das Europaparlament aus. Im selben Jahr wurde sie in den FDP-Landesvorstand gewählt. Während des Europawahlkampfs sprach sie sich dafür aus, das kommunale Ausländerwahlrecht in ganz Europa einzuführen. Sie gehörte dem Deutschen Bundestag während der 12. Wahlperiode von 1990 bis 1994 an. Sie wurde dabei über die Hamburger Landesliste der FDP ins Parlament gewählt. Sie gehörte in dieser Zeit auch der Parlamentarischen Versammlung des Europarates an. 1991 wurde sie zur stellvertretenden Vorsitzenden des deutsch-baltischen parlamentarischen Freundeskreises gewählt.
Unterlagen über ihre politische Tätigkeit werden im Archiv des Liberalismus der Friedrich-Naumann-Stiftung für die Freiheit in Gummersbach (NRW) aufbewahrt.